# Hypsiprymnodontidae
Famille
La famille des Hypsiprymnodontidae fait partie du sous-ordre des Macropodiformes.
Deux sous-familles des Hypsiprymnodontidae:
- Propleopinae:
  -  Propleopus 
  - Ekaltadeta
  - Jackmahoneyi
- Hypsiprymnodontinae:           
  - Hypsiprymnodon